# En läkares dårskap
En läkares dårskap (engelska: Never Say Goodbye) är en amerikansk dramaromantisk film från 1956 i regi av Jerry Hopper och Douglas Sirk med Rock Hudson i huvudrollen. Filmen är löst baserad på pjäsen Come Prima Meglio Di Prima av Luigi Pirandello. Filmen är en nyinspelning av För evigt din från 1945.